# Seedarlehen
Das Seedarlehen (lat. faenus nauticum, pecunia traiecticia) war ein Realvertrag des römischen Rechts und eine Unterart des Mutuum (Darlehen).
Das Seedarlehen geht auf griechische Ursprünge und mindestens das 5. Jahrhundert v. Chr. zurück. Der Schuldner erhielt einen Kredit, mittels dessen er einen Seetransport und den Einkauf von Waren finanzieren konnte. Rückzahlbar war das Darlehen zumeist im Bestimmungshafen, in dem die Waren abgesetzt wurden. Da der Vertrag häufig zugleich eine Seeversicherung beinhaltete, waren sowohl die Hin- wie die Rückfahrt des Schiffes abgesichert. Da das Schiff unter diesen Bedingungen auf Gefahr des Gläubigers fuhr, war das Darlehen nicht zurückzuzahlen, wenn das Schiff unterging. Da der Darlehenszins auf die Versicherungsprämie angerechnet wurde, kam die ausgangs der republikanischen Zeit übliche Zinsbeschränkung auf 1 % nicht zur Anwendung, weshalb darin „Risikokapital“ in Form eines „Investitionskredits“ gesehen werden kann. Überliefert sind zwei Seedarlehen, eines aus dem Jahr 149 (Palästina), ein weiteres aus Indien.
Aus dem Geschäftstyp des Seedarlehens leitete sich das in Deutschland wieder aufgegebene seehandelsrechtliche Institut der Bodmerei her. Dieses sah die Verpfändung von Schiff und Ladung durch den Kapitän vor, der an keinem von beidem Eigentum innehatte.